# رمز تصحيح
رمز التصحيح هو نوع خاص من الرموز يربط معلومات إضافية إلى جدول الرموز للملف البيني، مثل مكتبة مشتركة أو ملف قابل للتنفيذ. تسمح هذه المعلومات لمصحح الأخطاء البرمجية بالوصول إلى المعلومات من الكود المصدري البيني، مثل أسماء المعرفات، بما في ذلك المتغيرات والروتينات.
يمكن تجميع المعلومات الرمزية مع وحدات الملف البيني، أو توزيعها في ملف منفصل، أو التخلص منها ببساطة أثناء التجميع و / أو الربط .
يمكن أن تكون هذه المعلومات مفيدة أثناء محاولة التحقيق وإصلاح تطبيق معطّل أو أي خطأ آخر.

## الرمز العام وخوادم المصدر
- خادم Microsoft Symbol
- خادم مصدر مرجع Microsoft: http://referencesource.microsoft.com/
- Mozilla Source Server: https://developer.mozilla.org/en/Using_the_Mozilla_source_server نسخة محفوظة 9 مايو 2012 على موقع واي باك مشين.
- . مكتبات NET في SymbolSource: http://www.symbolsource.org/